# Tarcisius van Valenberg
Tarcisius Hendrikus Josephus van Valenberg OFMCap (Asten, 19 maart 1890 - Nijmegen, 18 december 1984) was een Nederlands geestelijke en een apostolisch vicaris van de Rooms-Katholieke Kerk, werkzaam in Indonesië.
Hendrikus Josephus van Valenberg werd geboren op 19 maart 1890 in Asten als zoon van de rijksambtenaar Jacobus van Valenberg en zijn echtgenote Maria Johanna van Welie.
Van Valenberg trad in bij de priesterorde van de minderbroeders kapucijnen, waarna hij de voornaam Tarcisius aannam. Zijn priesterwijding vond plaats op 6 juni 1914; vervolgens werd hij als missionaris uitgezonden naar Nederlands-Indië.
Op 10 december 1934 werd Van Valenberg benoemd tot apostolisch vicaris van Nederlands Borneo en tot titulair bisschop van Comba. Zijn bisschopswijding vond plaats op 5 mei 1935. De naam van het vicariaat werd op 21 mei 1938 gewijzigd in Pontianak. 
Van Valenberg ging op 13 juli 1957 met emeritaat. Hij nam daarna nog deel aan het Tweede Vaticaans Concilie (1962-1965).
Van Valenberg overleed in 1984 op 94-jarige leeftijd. 